# Medaliści olimpijskiego festiwalu młodzieży Europy w skokach narciarskich

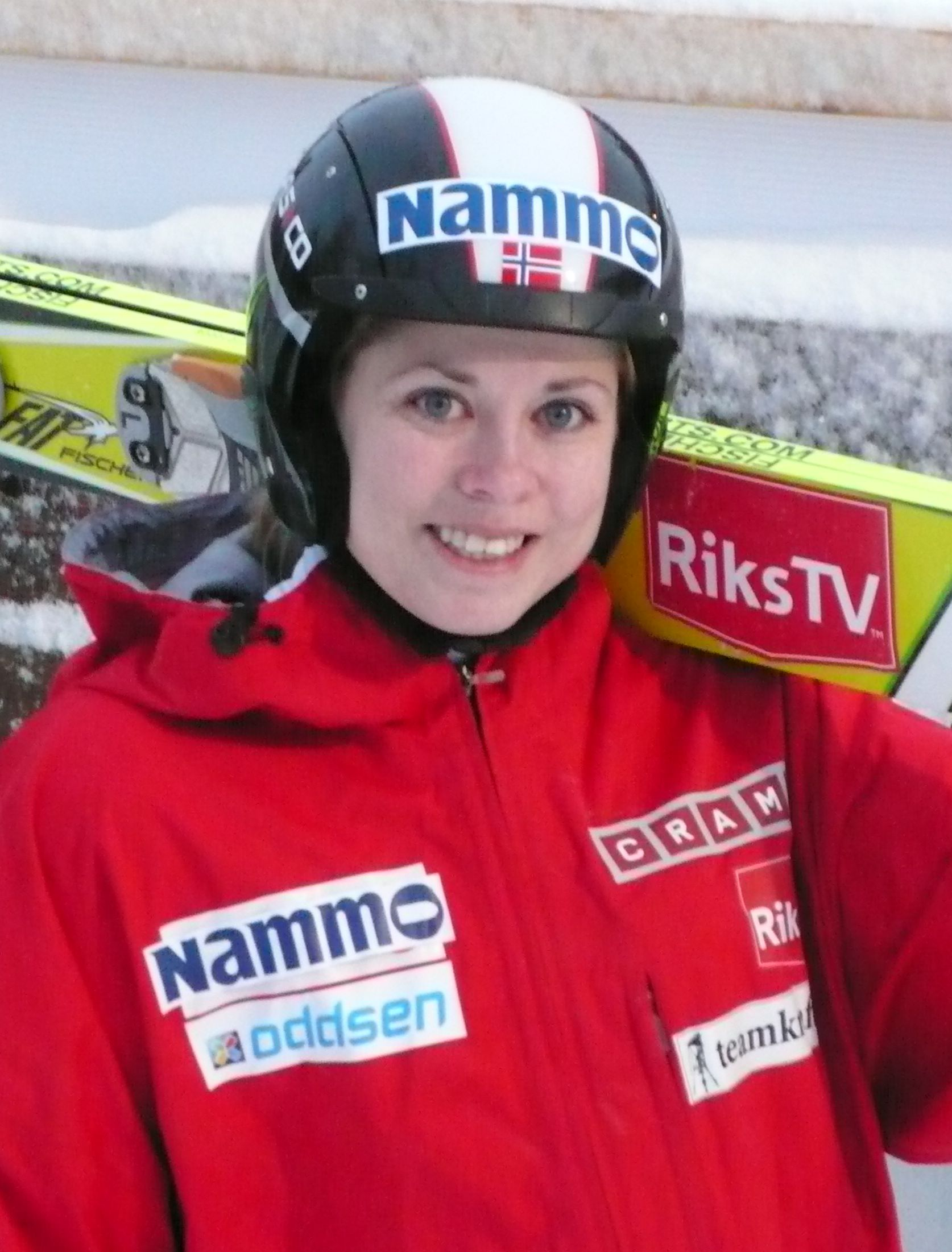
Anette Sagen – jedyna skoczkini narciarska, która zdobyła więcej niż jeden medal w konkursach indywidualnych rozgrywanych w ramach zimowego olimpijskiego festiwalu młodzieży Europy

Medaliści zimowego olimpijskiego festiwalu młodzieży Europy w skokach narciarskich – lista zawodników i zawodniczek, którzy zdobyli medale w konkursach skoków narciarskich podczas olimpijskich festiwali młodzieży Europy.
Wiek uczestników zawodów jest ustalany każdorazowo przed kolejnymi imprezami sportowymi z tego cyklu przez Komitet Wykonawczy Europejskiego Komitetu Olimpijskiego, jednak, zgodnie z przyjętymi zasadami, zawodnicy i zawodniczki nie mogą mieć więcej niż 18 lat.
Pierwsza w historii edycja zimowego olimpijskiego festiwalu młodzieży Europy odbyła się w 1993 roku we włoskiej Aoście. W ramach tej imprezy rozegrano zawody w narciarstwie alpejskim, biathlonie, biegach narciarskich, short tracku i łyżwiarstwie figurowym. Do programu nie weszły jednak zawody w skokach narciarskich. Podobnie było także w 1995 i 1997 roku.
Sytuacja zmieniła się w 1999 roku, gdy skoki narciarskie po raz pierwszy weszły do programu olimpijskiego festiwalu młodzieży Europy. Rozegrano wówczas dwie konkurencje – konkurs indywidualny i konkurs drużynowy mężczyzn. Zawody w tej dyscyplinie sportu przeprowadzano także podczas dwóch kolejnych edycji – w 2001 i 2003 roku, gdy, poza obiema konkurencjami męskimi rozgrywano także konkurs indywidualny kobiet.
W 2005 i 2007 roku w ramach festiwalu nie przeprowadzono rywalizacji w skokach narciarskich.
Konkursy skoków narciarskich w ramach zimowego olimpijskiego festiwalu młodzieży Europy rozgrywane są ponownie od 2009 roku, gdy przeprowadzono konkurs indywidualny i konkurs drużynowy mężczyzn. Od 2013 roku ponownie rozgrywane są konkursy indywidualne kobiet. Podczas tych samych zawodów do programu zimowego olimpijskiego festiwalu młodzieży Europy wszedł także drużynowy konkurs mieszany, w którym wystąpią wspólnie kobiety i mężczyźni oraz konkurs drużynowy kobiet. W 2015 roku z programu zawodów wykreślono ostatnią z tych konkurencji.
W 2019 roku, ze względu na brak odpowiednich środków po stronie organizatora potrzebnych do wybudowania skoczni narciarskich, skoki narciarskie nie znalazły się w programie zawodów.
W rywalizacji indywidualnej mężczyzn nigdy nie zdarzyło się, żeby któryś z zawodników zdobył więcej niż jeden medal. W związku z tym najbardziej utytułowanymi skoczkami w konkursach indywidualnych mężczyzn są złoci medaliści poszczególnych edycji – Veli-Matti Lindström (1999), Janne Happonen (2001), Jon Aaraas (2003), Peter Prevc (2009), Jarkko Määttä (2011), Cene Prevc (2013), Niko Kytösaho (2015), Timi Zajc (2017) i Jonas Schuster (2022).
W rywalizacji indywidualnej kobiet jedyną zawodniczką, która zdobyła więcej niż jeden medal jest Anette Sagen, która w 2001 roku była trzecia, a dwa lata później zwyciężyła.
W sumie najbardziej utytułowanym zawodnikiem wśród mężczyzn jest Cene Prevc, którzy w 2013 roku zdobył trzy medale – po jednym złotym w męskiej rywalizacji indywidualnej i drużynowej oraz srebrny w drużynowej rywalizacji mieszanej. Z kolei wśród kobiet najbardziej utytułowaną zawodniczką jest Anna Rupprecht, która w 2013 roku zdobyła trzy medale – po jednym złotym w indywidualnej rywalizacji kobiecej i rywalizacji mieszanej oraz srebrny w rywalizacji drużynowej kobiet.

## Medaliści

### Mężczyźni

#### Konkursy indywidualne
| Rok i miejsce    | K/HS        | Złoty medal          | Srebrny medal      | Brązowy medal          | Źródło |
| ---------------- | ----------- | -------------------- | ------------------ | ---------------------- | ------ |
| 1999, Poprad     | K-90        | Veli-Matti Lindström | Stefan Kaiser      | Akseli Lajunen         | [ 8 ]  |
| 2001, Vuokatti   | K-90        | Janne Happonen       | Maximilian Mechler | Akseli Kokkonen        | [ 9 ]  |
| 2003, Bled       | K-90        | Jon Aaraas           | Zvonko Kordež      | Rok Benkovič           | [ 10 ] |
| 2009, Szczyrk    | K-95/HS-106 | Peter Prevc          | Władimir Zografski | Adrian Schuler         | [ 11 ] |
| 2011, Liberec    | K-90/HS-100 | Jarkko Määttä        | Ulrich Wohlgenannt | Mats Søhagen Berggaard | [ 12 ] |
| 2013, Râșnov     | K-90/HS-100 | Cene Prevc           | Anže Lanišek       | Thomas Hofer           | [ 13 ] |
| 2015, Tschagguns | K-97/HS-108 | Niko Kytösaho        | Domen Prevc        | Dawid Jarząbek         | [ 14 ] |
| 2017, Erzurum    | K-95/HS-109 | Timi Zajc            | Jonathan Learoyd   | Mathis Contamine       | [ 15 ] |
| 2022, Vuokatti   | K-90/HS-100 | Jonas Schuster       | Jan Habdas         | Ben Bayer              | [ 16 ] |

#### Konkursy drużynowe
| Rok i miejsce    | K/HS        | Złoty medal                                                                   | Srebrny medal                                                          | Brązowy medal                                                                      | Źródło |
| ---------------- | ----------- | ----------------------------------------------------------------------------- | ---------------------------------------------------------------------- | ---------------------------------------------------------------------------------- | ------ |
| 1999, Poprad     | K-90        | Austria Stefan Kaiser Martin Koch Florian Liegl                               | Finlandia Kimmo Yliriesto Akseli Lajunen Veli-Matti Lindström          | Słowenia Blaž Bilban Gašper Čavlovič Primož Urh-Zupan                              | [ 8 ]  |
| 2001, Vuokatti   | K-90        | Finlandia Akseli Kokkonen Janne Happonen Kalle Keituri                        | Austria Stefan Thurnbichler Manuel Fettner Balthasar Schneider         | Francja Maxime Laheurte Vincent Descombes Sevoie David Lazzaroni                   | [ 9 ]  |
| 2003, Bled       | K-90        | Słowenia Rok Benkovič Zvonko Kordež Jaka Oblak                                | Norwegia Terje Hilde Morten Gjesvold Roang Jon Aaraas                  | Austria Nicolas Fettner Gerald Wambacher Roland Müller                             | [ 10 ] |
| 2009, Szczyrk    | K-95/HS-106 | Słowenia Jaka Hvala Luka Leban Rok Justin Peter Prevc                         | Austria Thomas Lackner Markus Schiffner Lukas Dilitz Thomas Diethart   | Szwajcaria Vital Anken Pascal Egloff Pascal Kälin Adrian Schuler                   | [ 11 ] |
| 2011, Liberec    | K-90/HS-100 | Polska Krzysztof Biegun Mateusz Kojzar Aleksander Zniszczoł Klemens Murańka   | Finlandia Miika Ylipulli Miika Taskinen Juho Ojala Jarkko Määttä       | Niemcy Michael Herrmann Ludwig Pohle Michael Zachrau Florian Menz                  | [ 20 ] |
| 2013, Râșnov     | K-90/HS-100 | Słowenia Nejc Seretinek Florjan Jelovčan Cene Prevc Anže Lanišek              | Niemcy Paul Winter Julian Hahn Thomas Dufter Sebastian Bradatsch       | Austria Maximilian Steiner Mario Mendel Simon Greiderer Thomas Hofer               | [ 21 ] |
| 2015, Tschagguns | K-97/HS-108 | Słowenia Domen Prevc Tine Bogataj Urban Rogelj Bor Pavlovčič                  | Finlandia Niko Kytösaho Andreas Alamommo Joni Markkanen Niko Löytäinen | Austria Clemens Leitner Max Schmalnauer Michael Falkensteiner Julian Wienerroither | [ 22 ] |
| 2017, Erzurum    | K-95/HS-109 | Słowenia Lovro Vodušek Bernard Dobre Tomi Jovan Timi Zajc                     | Francja Mathis Contamine Romane Dieu Alessandro Batby Jonathan Learoyd | Rosja Aleksandr Łoginow Artiom Judin Ilja Baskakow Aleksandr Marczukow             | [ 15 ] |
| 2022, Vuokatti   | K-90/HS-100 | Austria Louis Obersteiner André Fussenegger Raffael Zimmermann Jonas Schuster | Polska Tymoteusz Amilkiewicz Klemens Joniak Marcin Wróbel Jan Habdas   | Niemcy Adrian Tittel Jannik Faißt Simon Steinbeißer Ben Bayer                      | [ 16 ] |

### Kobiety

#### Konkursy indywidualne
| Rok i miejsce    | K/HS        | Złoty medal      | Srebrny medal     | Brązowy medal              | Źródło |
| ---------------- | ----------- | ---------------- | ----------------- | -------------------------- | ------ |
| 2001, Vuokatti   | K-90        | Daniela Iraschko | Helena Olsson     | Anette Sagen               | [ 9 ]  |
| 2003, Bled       | K-90        | Anette Sagen     | Ulrike Gräßler    | Katrin Stefaner            | [ 10 ] |
| 2013, Râșnov     | K-64/HS-71  | Anna Rupprecht   | Sonja Schoitsch   | Lena Selbach               | [ 23 ] |
| 2015, Tschagguns | K-60/HS-66  | Sofja Tichonowa  | Henriette Kraus   | Luisa Görlich Agnes Reisch | [ 24 ] |
| 2017, Erzurum    | K-95/HS-109 | Romane Dieu      | Nika Križnar      | Katra Komar                | [ 15 ] |
| 2022, Vuokatti   | K-90/HS-100 | Nika Prevc       | Nora Midtsundstad | Sina Arnet                 | [ 16 ] |

#### Konkursy drużynowe
| Rok i miejsce | K/HS       | Złoty medal                                                                      | Srebrny medal                                                       | Brązowy medal                                                                 | Źródło |
| ------------- | ---------- | -------------------------------------------------------------------------------- | ------------------------------------------------------------------- | ----------------------------------------------------------------------------- | ------ |
| 2013, Râșnov  | K-64/HS-71 | Czechy Karolína Indráčková Michaela Rajnochová Natálie Dejmková Barbora Blažková | Niemcy Celina Dollberg Carina Wursthorn Lena Selbach Anna Rupprecht | Rosja Alina Bobrakowa Ajsyłu Fachiertdinowa Alona Sutiagina Kristina Zakirowa | [ 25 ] |

### Rywalizacja mieszana

#### Konkursy drużynowe
| Rok i miejsce    | K/HS        | Złoty medal                                                          | Srebrny medal                                                              | Brązowy medal                                                                 | Źródło |
| ---------------- | ----------- | -------------------------------------------------------------------- | -------------------------------------------------------------------------- | ----------------------------------------------------------------------------- | ------ |
| 2013, Râșnov     | K-64/HS-71  | Niemcy Lena Selbach Anna Rupprecht Thomas Dufter Sebastian Bradatsch | Słowenia Anja Javoršek Julija Sršen Cene Prevc Anže Lanišek                | Austria Elisabeth Raudaschl Sonja Schoitsch Maximilian Steiner Thomas Hofer   | [ 26 ] |
| 2015, Tschagguns | K-60/HS-66  | Niemcy Agnes Reisch Henriette Kraus Axel Mayländer Jonathan Siegel   | Rosja Sofja Tichonowa Marija Jakowlewa Kiriłł Kotik Maksim Siergiejew      | Czechy Zdena Pešatová Jana Mrákotová František Holík Robert Szymeczek         | [ 27 ] |
| 2017, Erzurum    | K-95/HS-109 | Słowenia Nika Križnar Tomi Jovan Katra Komar Timi Zajc               | Francja Marine Bressand Mathis Contamine Romane Dieu Jonathan Learoyd      | Rosja Lidija Jakowlewa Ilja Baskakow Aleksandra Barancewa Aleksandr Marczukow | [ 15 ] |
| 2022, Vuokatti   | K-90/HS-100 | Słowenia Tinkara Komar Gorazd Završnik Nika Prevc Maksim Bartolj     | Austria Julia Mühlbacher Louis Obersteiner Sophie Kothbauer Jonas Schuster | Szwajcaria Sina Arnet Yanick Wasser Emely Torazza Lean Niederberger           | [ 16 ] |

## Klasyfikacje medalowe

### Mężczyźni

#### Klasyfikacja zawodników
Poniższa tabela zawiera zestawienie zawodników, którzy zdobyli przynajmniej jeden medal olimpijskiego festiwalu młodzieży Europy w skokach narciarskich. Uwzględnione zostały zarówno starty indywidualne, jak i drużynowe (zarówno męskie, jak i w mikstach).
| Miejsce | Zawodnik                 | Państwo    | Rok  | Złoto | Srebro | Brąz | Razem |
| ------- | ------------------------ | ---------- | ---- | ----- | ------ | ---- | ----- |
| 1.      | Cene Prevc               | Słowenia   | 2013 | 2     | 1      | –    | 3     |
| 2.      | Janne Happonen           | Finlandia  | 2001 | 2     | –      | –    | 2     |
| 2.      | Peter Prevc              | Słowenia   | 2009 | 2     | –      | –    | 2     |
| 4.      | Anže Lanišek             | Słowenia   | 2013 | 1     | 2      | –    | 3     |
| 5.      | Veli-Matti Lindström     | Finlandia  | 1999 | 1     | 1      | –    | 2     |
| 5.      | Stefan Kaiser            | Austria    | 1999 | 1     | 1      | –    | 2     |
| 5.      | Jon Aaraas               | Norwegia   | 2003 | 1     | 1      | –    | 2     |
| 5.      | Zvonko Kordež            | Słowenia   | 2003 | 1     | 1      | –    | 2     |
| 5.      | Jarkko Määttä            | Finlandia  | 2011 | 1     | 1      | –    | 2     |
| 5.      | Thomas Dufter            | Niemcy     | 2013 | 1     | 1      | –    | 2     |
| 5.      | Sebastian Bradatsch      | Niemcy     | 2013 | 1     | 1      | –    | 2     |
| 5.      | Niko Kytösaho            | Finlandia  | 2015 | 1     | 1      | –    | 2     |
| 5.      | Domen Prevc              | Słowenia   | 2015 | 1     | 1      | –    | 2     |
| 14.     | Akseli Kokkonen          | Finlandia  | 2001 | 1     | –      | 1    | 2     |
| 14.     | Rok Benkovič             | Słowenia   | 2003 | 1     | –      | 1    | 2     |
| 16.     | Martin Koch              | Austria    | 1999 | 1     | –      | –    | 1     |
| 16.     | Florian Liegl            | Austria    | 1999 | 1     | –      | –    | 1     |
| 16.     | Kalle Keituri            | Finlandia  | 2001 | 1     | –      | –    | 1     |
| 16.     | Jaka Oblak               | Słowenia   | 2003 | 1     | –      | –    | 1     |
| 16.     | Jaka Hvala               | Słowenia   | 2009 | 1     | –      | –    | 1     |
| 16.     | Luka Leban               | Słowenia   | 2009 | 1     | –      | –    | 1     |
| 16.     | Rok Justin               | Słowenia   | 2009 | 1     | –      | –    | 1     |
| 16.     | Krzysztof Biegun         | Polska     | 2011 | 1     | –      | –    | 1     |
| 16.     | Mateusz Kojzar           | Polska     | 2011 | 1     | –      | –    | 1     |
| 16.     | Aleksander Zniszczoł     | Polska     | 2011 | 1     | –      | –    | 1     |
| 16.     | Klemens Murańka          | Polska     | 2011 | 1     | –      | –    | 1     |
| 16.     | Nejc Seretinek           | Słowenia   | 2013 | 1     | –      | –    | 1     |
| 16.     | Florjan Jelovčan         | Słowenia   | 2013 | 1     | –      | –    | 1     |
| 16.     | Tine Bogataj             | Słowenia   | 2015 | 1     | –      | –    | 1     |
| 16.     | Urban Rogelj             | Słowenia   | 2015 | 1     | –      | –    | 1     |
| 16.     | Bor Pavlovčič            | Słowenia   | 2015 | 1     | –      | –    | 1     |
| 16.     | Axel Mayländer           | Niemcy     | 2015 | 1     | –      | –    | 1     |
| 16.     | Jonathan Siegel          | Niemcy     | 2015 | 1     | –      | –    | 1     |
| 35.     | Akseli Lajunen           | Finlandia  | 1999 | –     | 1      | 1    | 2     |
| 36.     | Maximilian Mechler       | Niemcy     | 2001 | –     | 1      | –    | 1     |
| 36.     | Władimir Zografski       | Bułgaria   | 2009 | –     | 1      | –    | 1     |
| 36.     | Ulrich Wohlgenannt       | Austria    | 2011 | –     | 1      | –    | 1     |
| 36.     | Kimmo Yliriesto          | Finlandia  | 1999 | –     | 1      | –    | 1     |
| 36.     | Stefan Thurnbichler      | Austria    | 2001 | –     | 1      | –    | 1     |
| 36.     | Manuel Fettner           | Austria    | 2001 | –     | 1      | –    | 1     |
| 36.     | Balthasar Schneider      | Austria    | 2001 | –     | 1      | –    | 1     |
| 36.     | Terje Hilde              | Norwegia   | 2003 | –     | 1      | –    | 1     |
| 36.     | Morten Gjesvold          | Norwegia   | 2003 | –     | 1      | –    | 1     |
| 36.     | Thomas Lackner           | Austria    | 2009 | –     | 1      | –    | 1     |
| 36.     | Markus Schiffner         | Austria    | 2009 | –     | 1      | –    | 1     |
| 36.     | Lukas Dilitz             | Austria    | 2009 | –     | 1      | –    | 1     |
| 36.     | Thomas Diethart          | Austria    | 2009 | –     | 1      | –    | 1     |
| 36.     | Miika Ylipulli           | Finlandia  | 2011 | –     | 1      | –    | 1     |
| 36.     | Miika Taskinen           | Finlandia  | 2011 | –     | 1      | –    | 1     |
| 36.     | Juho Ojala               | Finlandia  | 2011 | –     | 1      | –    | 1     |
| 36.     | Paul Winter              | Niemcy     | 2013 | –     | 1      | –    | 1     |
| 36.     | Julian Hahn              | Niemcy     | 2013 | –     | 1      | –    | 1     |
| 36.     | Andreas Alamommo         | Finlandia  | 2015 | –     | 1      | –    | 1     |
| 36.     | Joni Markkanen           | Finlandia  | 2015 | –     | 1      | –    | 1     |
| 36.     | Niko Löytäinen           | Finlandia  | 2015 | –     | 1      | –    | 1     |
| 36.     | Kiriłł Kotik             | Rosja      | 2015 | –     | 1      | –    | 1     |
| 36.     | Maksim Siergiejew        | Rosja      | 2015 | –     | 1      | –    | 1     |
| 60.     | Thomas Hofer             | Austria    | 2013 | –     | –      | 3    | 3     |
| 61.     | Adrian Schuler           | Szwajcaria | 2009 | –     | –      | 2    | 2     |
| 61.     | Maximilian Steiner       | Austria    | 2013 | –     | –      | 2    | 2     |
| 63.     | Blaž Bilban              | Słowenia   | 1999 | –     | –      | 1    | 1     |
| 63.     | Gašper Čavlovič          | Słowenia   | 1999 | –     | –      | 1    | 1     |
| 63.     | Primož Urh-Zupan         | Słowenia   | 1999 | –     | –      | 1    | 1     |
| 63.     | Maxime Laheurte          | Francja    | 2001 | –     | –      | 1    | 1     |
| 63.     | Vincent Descombes Sevoie | Francja    | 2001 | –     | –      | 1    | 1     |
| 63.     | David Lazzaroni          | Francja    | 2001 | –     | –      | 1    | 1     |
| 63.     | Nicolas Fettner          | Austria    | 2003 | –     | –      | 1    | 1     |
| 63.     | Gerald Wambacher         | Austria    | 2003 | –     | –      | 1    | 1     |
| 63.     | Roland Müller            | Austria    | 2003 | –     | –      | 1    | 1     |
| 63.     | Vital Anken              | Szwajcaria | 2009 | –     | –      | 1    | 1     |
| 63.     | Pascal Egloff            | Szwajcaria | 2009 | –     | –      | 1    | 1     |
| 63.     | Pascal Kälin             | Szwajcaria | 2009 | –     | –      | 1    | 1     |
| 63.     | Mats Søhagen Berggaard   | Norwegia   | 2011 | –     | –      | 1    | 1     |
| 63.     | Michael Herrmann         | Niemcy     | 2011 | –     | –      | 1    | 1     |
| 63.     | Ludwig Pohle             | Niemcy     | 2011 | –     | –      | 1    | 1     |
| 63.     | Michael Zachrau          | Niemcy     | 2011 | –     | –      | 1    | 1     |
| 63.     | Florian Menz             | Niemcy     | 2011 | –     | –      | 1    | 1     |
| 63.     | Mario Mendel             | Austria    | 2013 | –     | –      | 1    | 1     |
| 63.     | Simon Greiderer          | Austria    | 2013 | –     | –      | 1    | 1     |
| 63.     | Dawid Jarząbek           | Polska     | 2015 | –     | –      | 1    | 1     |
| 63.     | Clemens Leitner          | Austria    | 2015 | –     | –      | 1    | 1     |
| 63.     | Maximilian Schmalnauer   | Austria    | 2015 | –     | –      | 1    | 1     |
| 63.     | Michael Falkensteiner    | Austria    | 2015 | –     | –      | 1    | 1     |
| 63.     | Julian Wienerroither     | Austria    | 2015 | –     | –      | 1    | 1     |
| 63.     | František Holík          | Czechy     | 2015 | –     | –      | 1    | 1     |
| 63.     | Robert Szymeczek         | Czechy     | 2015 | –     | –      | 1    | 1     |

#### Klasyfikacja państw
W poniższej tabeli przedstawione zostały państwa, które zdobyły przynajmniej jeden medal olimpijskiego festiwalu młodzieży Europy w konkursach indywidualnych, bądź drużynowych mężczyzn w skokach narciarskich.
| Miejsce | Państwo    | Złoto | Srebro | Brąz | Razem |
| ------- | ---------- | ----- | ------ | ---- | ----- |
| 1.      | Słowenia   | 6     | 4      | 2    | 12    |
| 2.      | Finlandia  | 5     | 3      | 2    | 10    |
| 3.      | Austria    | 1     | 4      | 4    | 9     |
| 4.      | Norwegia   | 1     | –      | 1    | 2     |
| 4.      | Polska     | 1     | –      | 1    | 2     |
| 6.      | Niemcy     | –     | 2      | 1    | 3     |
| 7.      | Bułgaria   | –     | 1      | –    | 1     |
| 8.      | Szwajcaria | –     | –      | 2    | 2     |
| 9.      | Francja    | –     | –      | 1    | 1     |

##### Klasyfikacja reprezentacji w konkursach drużynowych
W poniższej tabeli zostały zawarte reprezentacje w skokach narciarskich, które zdobyły przynajmniej jeden medal olimpijskiego festiwalu młodzieży Europy w męskich konkurencjach drużynowych.
| Miejsce | Państwo    | Złoto | Srebro | Brąz | Razem |
| ------- | ---------- | ----- | ------ | ---- | ----- |
| 1.      | Słowenia   | 3     | –      | 1    | 4     |
| 2.      | Finlandia  | 1     | 3      | –    | 4     |
| 3.      | Austria    | 1     | 2      | 2    | 5     |
| 4.      | Polska     | 1     | –      | –    | 1     |
| 5.      | Niemcy     | –     | 1      | 1    | 2     |
| 6.      | Szwajcaria | –     | –      | 1    | 1     |
| 6.      | Francja    | –     | –      | 1    | 1     |

### Kobiety

#### Klasyfikacja zawodniczek
Poniższa tabela zawiera zestawienie zawodniczek, które zdobyły przynajmniej jeden medal olimpijskiego festiwalu młodzieży Europy w skokach narciarskich.
| Miejsce | Zawodniczka           | Państwo  | Lata      | Złoto | Srebro | Brąz | Razem |
| ------- | --------------------- | -------- | --------- | ----- | ------ | ---- | ----- |
| 1.      | Anna Rupprecht        | Niemcy   | 2013      | 2     | 1      | –    | 3     |
| 2.      | Lena Selbach          | Niemcy   | 2013      | 1     | 1      | 1    | 3     |
| 3.      | Sofja Tichonowa       | Rosja    | 2015      | 1     | 1      | –    | 2     |
| 3.      | Henriette Kraus       | Niemcy   | 2015      | 1     | 1      | –    | 2     |
| 5.      | Anette Sagen          | Norwegia | 2001–2003 | 1     | –      | 1    | 2     |
| 5.      | Agnes Reisch          | Niemcy   | 2015      | 1     | –      | 1    | 2     |
| 7.      | Daniela Iraschko      | Austria  | 2001      | 1     | –      | –    | 1     |
| 7.      | Karolína Indráčková   | Czechy   | 2013      | 1     | –      | –    | 1     |
| 7.      | Michaela Rajnochová   | Czechy   | 2013      | 1     | –      | –    | 1     |
| 7.      | Natálie Dejmková      | Czechy   | 2013      | 1     | –      | –    | 1     |
| 7.      | Barbora Blažková      | Czechy   | 2013      | 1     | –      | –    | 1     |
| 12.     | Sonja Schoitsch       | Austria  | 2013      | –     | 1      | 1    | 2     |
| 13.     | Helena Olsson         | Szwecja  | 2001      | –     | 1      | –    | 1     |
| 13.     | Ulrike Gräßler        | Niemcy   | 2003      | –     | 1      | –    | 1     |
| 13.     | Celina Dollberg       | Niemcy   | 2013      | –     | 1      | –    | 1     |
| 13.     | Carina Wursthorn      | Niemcy   | 2013      | –     | 1      | –    | 1     |
| 13.     | Anja Javoršek         | Słowenia | 2013      | –     | 1      | –    | 1     |
| 13.     | Julija Sršen          | Słowenia | 2013      | –     | 1      | –    | 1     |
| 13.     | Marija Jakowlewa      | Rosja    | 2015      | –     | 1      | –    | 1     |
| 20.     | Katrin Stefaner       | Austria  | 2003      | –     | –      | 1    | 1     |
| 20.     | Elisabeth Raudaschl   | Austria  | 2013      | –     | –      | 1    | 1     |
| 20.     | Alina Bobrakowa       | Rosja    | 2013      | –     | –      | 1    | 1     |
| 20.     | Ajsyłu Fachiertdinowa | Rosja    | 2013      | –     | –      | 1    | 1     |
| 20.     | Alona Sutiagina       | Rosja    | 2013      | –     | –      | 1    | 1     |
| 20.     | Kristina Zakirowa     | Rosja    | 2013      | –     | –      | 1    | 1     |
| 20.     | Luisa Görlich         | Niemcy   | 2015      | –     | –      | 1    | 1     |
| 20.     | Zdena Pešatová        | Czechy   | 2015      | –     | –      | 1    | 1     |
| 20.     | Jana Mrákotová        | Czechy   | 2015      | –     | –      | 1    | 1     |

#### Klasyfikacja państw
W poniższej tabeli przedstawione zostały państwa, które zdobyły przynajmniej jeden medal olimpijskiego festiwalu młodzieży Europy w konkursach indywidualnych i drużynowych kobiet w skokach narciarskich.
| Miejsce | Państwo  | Złoto | Srebro | Brąz | Razem |
| ------- | -------- | ----- | ------ | ---- | ----- |
| 1.      | Niemcy   | 2     | 3      | 3    | 8     |
| 2.      | Austria  | 1     | 1      | 2    | 4     |
| 3.      | Norwegia | 1     | –      | 1    | 2     |
| 3.      | Rosja    | 1     | –      | 1    | 2     |
| 5.      | Czechy   | 1     | –      | –    | 1     |
| 6.      | Szwecja  | –     | 1      | –    | 1     |
| 6.      | Słowenia | –     | 1      | –    | 1     |

##### Klasyfikacja reprezentacji w konkursach drużynowych
W poniższej tabeli zostały zawarte reprezentacje w skokach narciarskich, które zdobyły przynajmniej jeden medal zimowego olimpijskiego festiwalu młodzieży Europy w kobiecych konkurencjach drużynowych.
| Miejsce | Państwo | Złoto | Srebro | Brąz | Razem |
| ------- | ------- | ----- | ------ | ---- | ----- |
| 1.      | Czechy  | 1     | –      | –    | 1     |
| 2.      | Niemcy  | –     | 1      | –    | 1     |
| 3.      | Rosja   | –     | –      | 1    | 1     |